# Врублевський Василь Марцельович
Василь Марцельович Врублевський (нар. 9 квітня 1963, с. Карвинівка, Романівський район, Житомирська область) — український письменник, журналіст, видавець, громадський діяч. Директор Житомирської обласної універсальної наукової бібліотеки імені Олега Ольжича.

## Життєпис
Народився 9 квітня 1963 року в с. Карвинівка Романівського району Житомирської області.
У 1980 році закінчив середню школу і вступив на філологічний факультет Житомирського педагогічного інституту, який закінчив 1989 року за спеціальністю «Вчитель української мови і літератури».
З 1985 до 2005 року працював у засобах масової інформації та видавництв на різних посадах, а саме: кореспондентом та завідувачем відділу обласної молодіжної газети «Комсомольська зірка», старшим редактором видавництва «Вісник», відповідальним секретарем та заступником головного редактора газети «Прес-Форум», редактором «Нової літературної газети», заступником головного редактора газети «Місто».
Делегат Установчого з'їзду Народного Руху України (1989).
У 1990–1999 роках видавав та редагував всеукраїнський літературно-мистецький журнал «Авжеж!».
У 2002–2005 роках — видавець та головний редактор газети «Вільне слово».
Член Асоціації українських письменників (1997) та Національної спілки письменників України (2003).
У 2004–2007 роках — голова Житомирської обласної організації Національної спілки письменників України.
У лютому 2005 року призначений на посаду начальника управління культури (із жовтня 2005 року — управління культури і туризму) Житомирської облдержадміністрації.
З вересня 2010 року — директор Житомирської обласної універсальної наукової бібліотеки імені Олега Ольжича.
Лауреат Премії імені Бориса Тена (2014).
Лауреат Премії імені Василя Земляка (2016).
Нагороджений найвищою відзнакою Житомирської області «Честь і слава Житомирщини» (2021).

### Поезії
- Свято останньої ночі: Вірші — Київ: Новоліт, 1993. — 16 с
- Проклятого віку струна: Поезія повернутих із забуття (Людмила Волошка, Яків Савченко, Клим Поліщук). Вступна стаття, упорядкування Врублевського В. М. — Житомир: КВО "Газета «Житомирський вісник», 1992. — 96 с.

### Інші
- Замах на генсека: Повісті — Житомир: КВО "Газета «Житомирський вісник», 1992. — 176 с.
- Сім історій: Оповідання, новели — Житомир: Авжеж!, 1993. — 74 с.
- Тріщини: Оповідання, новели — Житомир: Авжеж!, 1998. — 92 с.
- Нардепка: Роман — Житомир: Видавництво М.Косенко, 2004. — 232 с.
- Кава-сутра. В обіймах імператриці: П'єси — Житомир: Видавництво М.Косенко, 2006. — 190 с.
- Мертвому півню фагот не потрібен, або Каїруанські хроніки: Конспірологічний роман — Житомир: Вид. О. Євенок, 2015. — 408 с.
- «Клітка», або Дискотека 80-х: Роман для театру — Житомир, 2015. — 192 с.
- Що завгодно, тільки не це: П'єса — Житомир, 2015. — 104 с.
- П'єси. — Житомир, 2015. — 398 с.
- Твори. — Т. 1 — 7. — Житомир, 2015. — Т. 1: 362 с.; Т. 2: 332 с.; Т. 3: 312 с.; Т. 4: 318 с.;  Житомир, 2020. — Т. 5: 252 с.; Житомир, 2022. — Т. 6: 400 с.; Т. 7: 402 с.
- Діло житейське: Трагікомедія. — Житомир, 2017. — 90 с.
- Королі і шістки: Дитяча п'єса для дорослих. — Житомир, 2017. — 66 с.
- Бурштинове намисто: П'єси. — Житомир, 2018. — 128 с.
- Люстро рампи: П'єсарій. — Житомир, 2020.  — 512 с.
- Поза зоною осяжності: Комічна драма.  — Житомир, 2020.  — 72 с.
- Ролі і долі (Житомирські театральні хроніки). Книга перша: Мельпомена на Пушкінській. — Житомир, 2022.  — 788 с.
- Тіні з минулого: Вибрана проза. — Житомир, 2023.  — 234 с.

Окремі твори перекладені білоруською, німецькою, польською, англійською, хорватською, чеською, російською мовами. Натомість В. Врублевський перекладав із польської прозу Т. Боровського («Прощання з Марією», «Хлопчик з Біблією», «У нас в Гармензасі», «Люди йшли, йшли…» та ін.), з російської — окремі поезії В. Шаламова.
Своїми життєвими та творчими досягненнями Василь Марцельович завдячує своїй Альма-матер. Він з вдячністю згадує своїх викладачів, зокрема С. Пультера, П. Білоуса, О. та М. Чиркових, М. Никончука та М. Богдана.
За п'єсою «Королі і шістки» у Житомирському облмуздрамтеатрі імені Івана Кочерги поставлено виставу для дітей «Хід конем» (2015, режисер Н. Тімошкіна) та мюзикл-версію для дорослих «Театральний гамбіт» (2016, режисер Н. Тімошкіна), а за п'єсою «Русалинка і татко її Харакас» — казку «Русалонька» (2017, керівник постановки Н. Тімошкіна, режисер І. Антонюк).
У «Театрі на Новому бульварі» (Житомир) поставлені п'єси «Діло житейське» (2017), «Кава-сутра» (2017), «Бурштинове намисто» (2019; режисер-постановник усіх вистав — народний артист України Г. Артеменко).
За перекладами В. Врублевського у Житомирському облмуздрамтеатрі імені Івана Кочерги здійснено постановки: «Тінь» за однойменною п'єсою Є. Шварца (2005, режисер Н. Тімошкіна), «Аделаїда» Є. Унгарда (2006, режисер В. Карпенко), «Між небом і землею» І. Афанасьєва (2006, режисер Н. Тімошкіна), «Стрибок з третього поверху» за п'єсою-монологом Я. Пулинович «Наталчина мрія» (2011, режисер Г. Артеменко), «Жінка в стилі джаз» В. Дяченка (2013, режисер Н. Тімошкіна), «Зовсім інші» за твором Л. Герша «Ці волелюбні метелики» (2014, режисер П. Авраменко), «Смішні гроші» Р. Куні (2016, режисер П. Авраменко), у Сумському облмуздрамтеатрі імені Миколи Щепкіна — «Смішні гроші» Р. Куні (2018, режисер П. Авраменко), у «Театрі на Новому бульварі» (Житомир) — «Наталчина мрія» Я. Пулинович (2015, режисер Г. Артеменко), «Три Тетяни» В. Зуєва (2016, режисер Г. Артеменко).
Брав участь у створенні документального фільму про Олега Ольжича «Вогонь самопосвяти» (2017, режисер П. Авраменко, сценарій В. Врублевського, П. Авраменка).
Автор-упорядник ілюстрованого альбому-довідника «Житомирщина мистецька» (випуск 1) (2009).
Про письменника професор Житомирського державного університету імені Івана Франка В. Єршов сказав так: «…Художня творчість Василя Врублевського — це своєрідний дагеротип суспільства та суперечливої епохи зі всіма її зламами та нашаруваееями. Його герої йдуть по шляху до духовного храму, який слід відбудувати…»

## Захоплення
Захоплення пов'язані з книжками. Василь Марцельович колекціонує стародруки та раритети, він натхнений бібліофіл.
Життєве кредо письменника — «Аби діяння твої не шкодили іншим!».

## Родина
- Батько: Врублевський Марцель Вацлавович (9 червня 1930 — 6 листопада 2015);
- Мати: Врублевська Галина Георгіївна (23 жовтня 1936 — 24 червня 2000);
- Дружина: Врублевська Галина Йосипівна, випускниця філологічного факультету 1990 року, викладач української мови і літератури;
- Доньки: Ольга (1993) та Дарина (2010).